# Hidejori Tojotomi

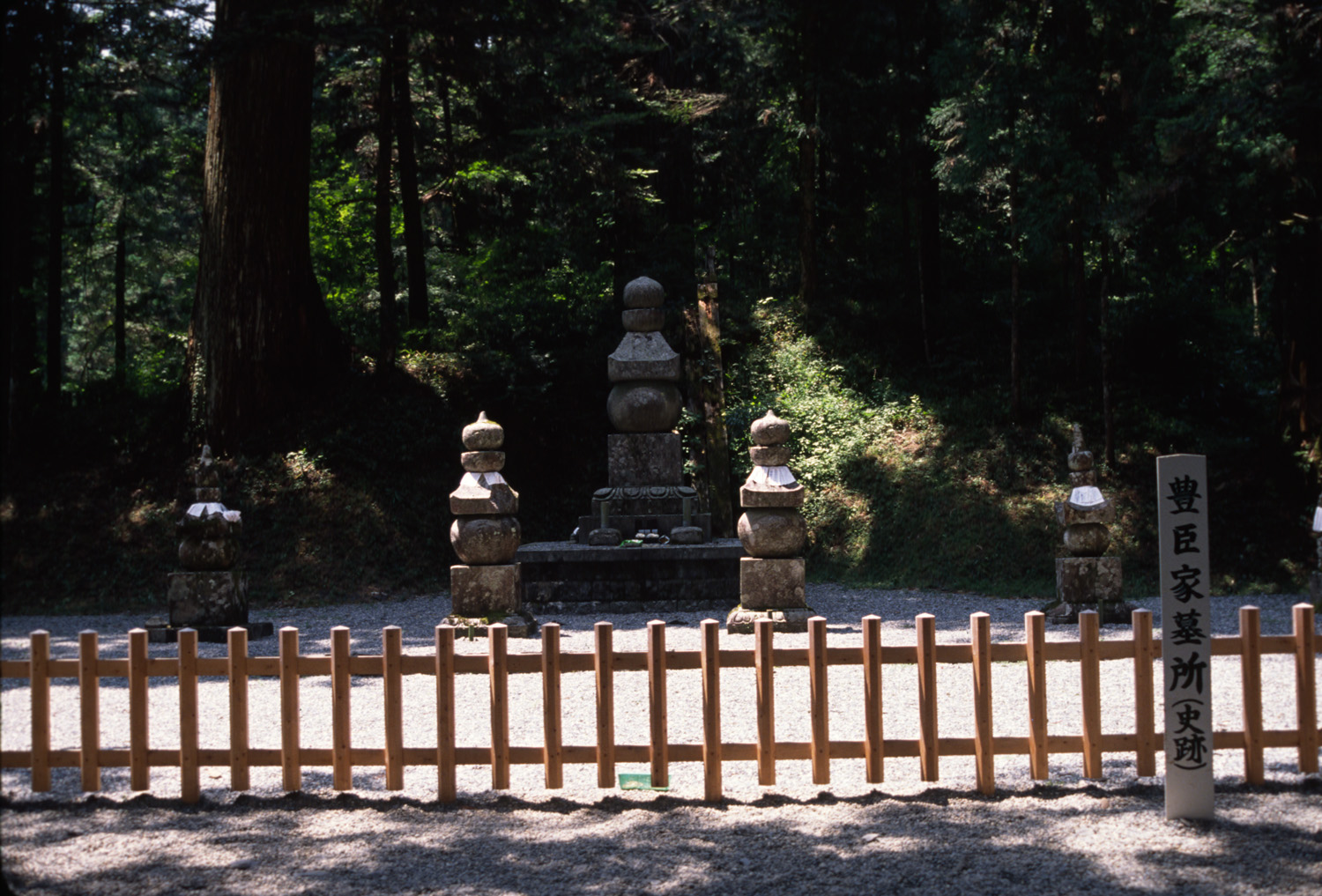
Hrob klanu Tojotomi v Mount Koja

Hidejori Tojotomi (japonsky 豊臣秀頼 Tojotomi Hidejori), 1593 – 5. červen 1615, byl syn a jmenovaný následník Hidejošiho Tojotomiho, generála, který poprvé sjednotil celé Japonsko. Jeho matka, Paní Jodo, byla neteří Nobunagy Ody.
Když Hidejoši v roce 1598 zemřel, členové Rady pěti starších pověření vládnout místo Hidejoriho se snažili převážit moc na svou stranu. V roce 1600 po svém vítězství nad ostatními v bitvě u Sekigahary získal moc Iejasu Tokugawa. Hidejori se oženil s Iejasuho sedmiletou vnučkou Senhime, aby byla pojištěna loajalita ke klanu Tokugawa. Nicméně Iejasu stále viděl v mladém Hidejorim potenciální nebezpečí, a proto v zimě roku 1614 zaútočil na jeho sídlo v Ósace. Útok nebyl úspěšný, ale Hidejori byl přinucen podepsat příměří a zbourat své opevnění na Ósackém hradě.
V roce 1615 Iejasuův syn Hidetada zrušil příměří a opět zaútočil proti Hidejorimu, který začal hloubit příkopy kolem Ósackého hradu a tak nedodržel příměří dohodnuté předchozí zimu.  Hidejori Tojotomi, nevida smysl v další obraně proti seskupujícím se Tokugawským vojskům, spáchal spolu s třiceti dalšími následovníky v hořícím hradě 5. června 1615 rituální sebevraždu seppuku. Takto skončil klan Tojotomi, který vládl Japonsku 30 let a připravil cestu na 250 let pro Tokugawský šógunát.
Hidejoriho syn Kunimacu byl popraven; jeho dcera byla poslána do kláštera Tókeidži v Kamakuře, kde se později stala představenou Tenšú-ni.